# Gentianopsis holopetala
Gentianopsis holopetala är en gentianaväxtart som först beskrevs av Asa Gray, och fick sitt nu gällande namn av Hugh Hellmut Iltis. Gentianopsis holopetala ingår i släktet strandgentianor, och familjen gentianaväxter. Inga underarter finns listade i Catalogue of Life.